# Bistum Tenancingo

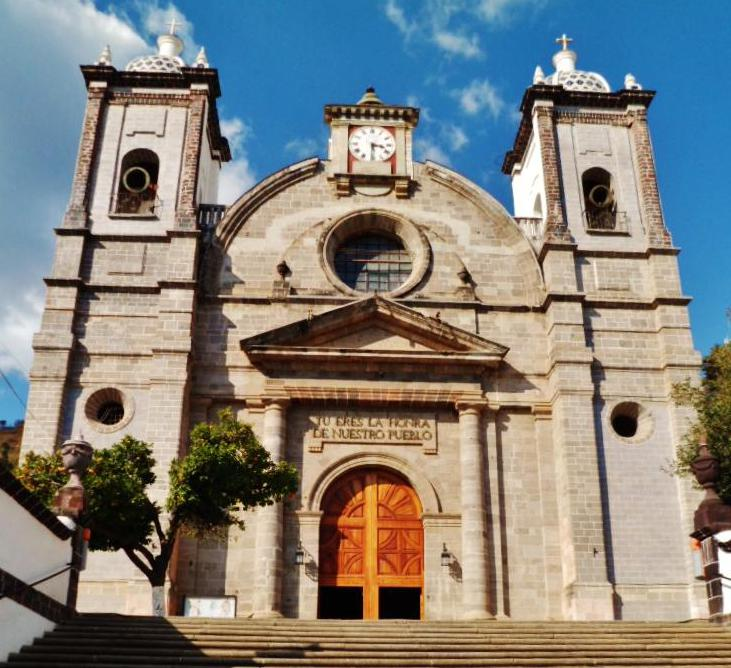
Catedral de El Calvario

Das Bistum Tenancingo (lat.: Dioecesis Tenancingana, span.: Diócesis de Tenancingo) ist eine in Mexiko gelegene römisch-katholische Diözese mit Sitz in Tenancingo.

## Geschichte
Das Bistum Tenancingo wurde am 26. November 2009 durch Papst Benedikt XVI. mit der Apostolischen Konstitution Christi Regis aus Gebietsabtretungen des Bistums Toluca errichtet und dem Erzbistum Mexiko-Stadt als Suffraganbistum unterstellt.

## Bischöfe von Tenancingo
- Raúl Gómez González, 2009–2022
- Víctor Carabés Chávez MNM, seit 2024